# Myrjordtunga
Myrjordtunga (Geoglossum glabrum) är en svampart som beskrevs av Pers. 1794. Myrjordtunga ingår i släktet Geoglossum och familjen Geoglossaceae.  Arten är reproducerande i Sverige. Inga underarter finns listade i Catalogue of Life.

## Källor

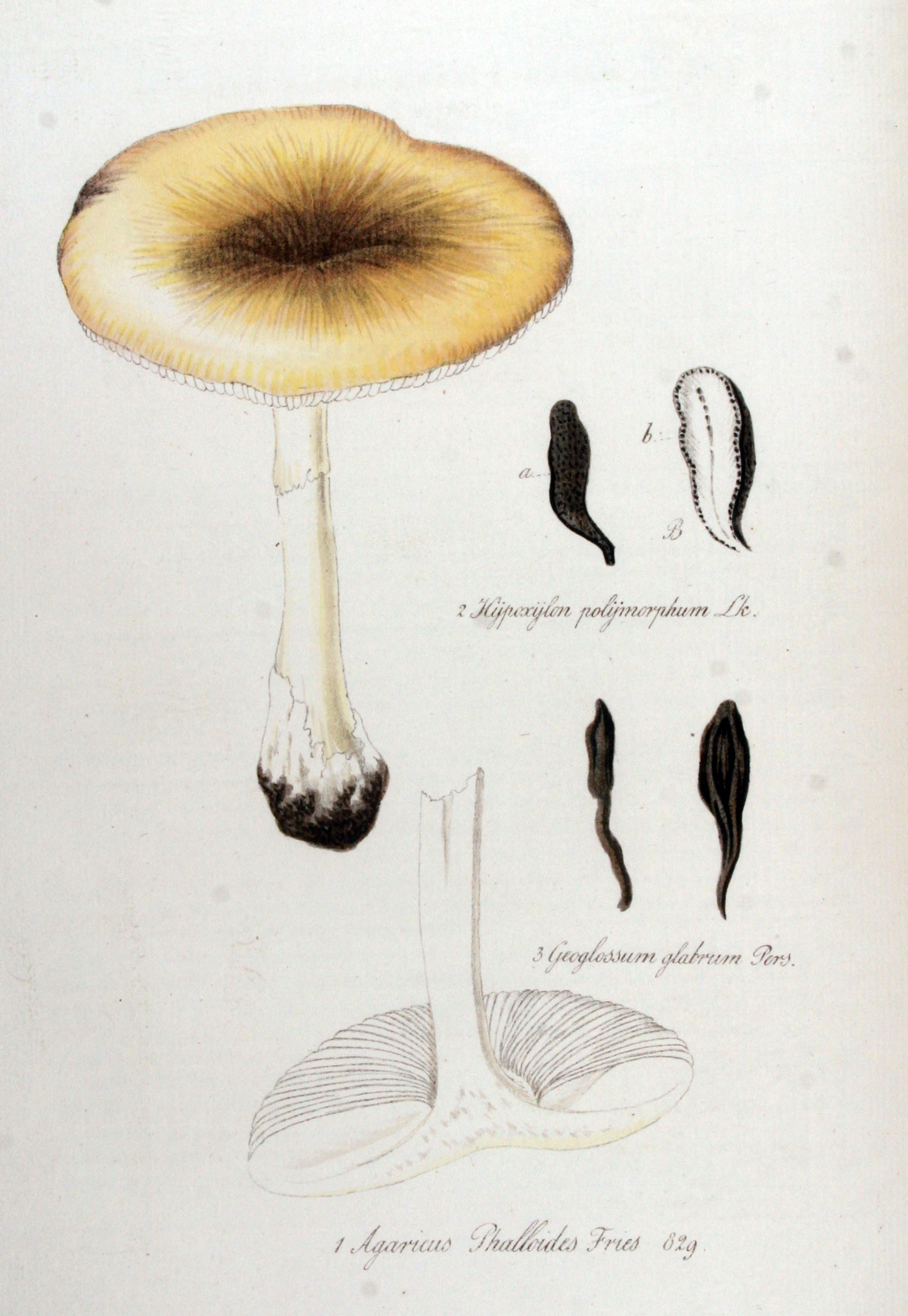